# Taewa

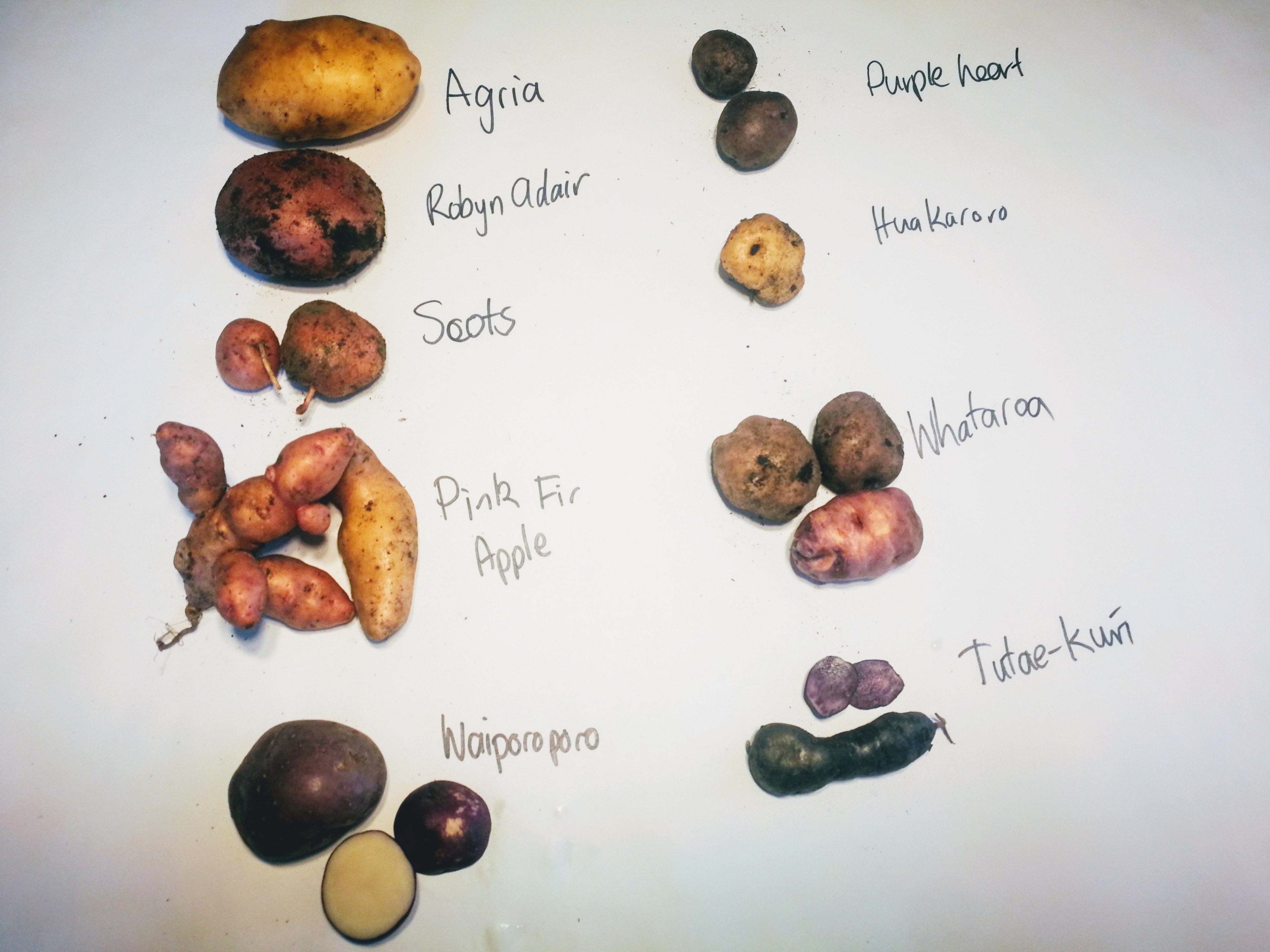
Plusieurs variétés de Taewa dont la variété Huakaroro.

Taewa, ou Riwai, est le nom collectif donné à des variétés de pommes de terre traditionnellement cultivées par les Maoris depuis l'introduction de ce tubercule dans l'archipel néo-zélandais par les premiers explorateurs européens à la fin du XVIIIe siècle. Par leurs caractéristiques, la plupart de ces variétés se rattachent à la sous-espèce Solanum tuberosum subsp. andigenum, originaire des hauts plateaux andins. Les Maoris considèrent ces pommes de terre comme un trésor patrimonial ou taonga.
La première introduction de pommes de terre en Nouvelle-Zélande, en 1772, est due à Marc Joseph Marion du Fresne qui en fit planter, ainsi que du blé et du maïs, dans l'île de Moturua (baie des Îles), suivie en 1773, par une nouvelle introduction par James Cook dans la région du détroit de la Reine-Charlotte. De multiples introductions ont eu lieu par la suite, notamment par les baleiniers.
Les pommes de terre ont été rapidement adoptées par les Maoris pour qui elles sont devenues un aliment de base. Mieux adaptées au climat relativement frais de la Nouvelle-Zélande, plus productives et plus faciles à conserver, elles ont en effet largement supplanté les féculents traditionnels de cette région, patate douce (ou kūmara, taro et igname. La culture de ces variétés anciennes a cependant fortement décliné depuis la fin du XIXe siècle du fait de l'apparition de cultivars modernes de pomme de terre, plus productifs. Plusieurs variétés traditionnelles, cultivées par les Maoris pour leur consommation personnelle, dans les régions rurales, ont cependant pu être maintenues. Parmi ces variétés, figurent notamment les suivantes : 'Huakaroro', 'Karuparerā', 'Moemoe', 'Raupī', 'Tutaekuri' et 'Kowiniwini'. 
Un projet de valorisation des variétés traditionnelles, intitulé Taewa Maori a été piloté entre 2004 et 2007 par l'université Massey (Te Kunenga ki Pūrehuroa), sous l'égide du ministère des Affaires, de l'Innovation et de l'Emploi, pour conduire des analyses scientifiques de variétés Taewa. Ce projet, portant sur quatre variétés ('Haukororo', 'Karuparera', 'Moemoe' et 'Tutaekuri'), avait l'ambition de mettre au point de nouvelles  technologies en vue de produire de nouveaux produits à plus forte valeur ajoutée qui seraient mis à disposition de Tahuri Whenua (organisation nationale des producteurs maoris de légumes). 